# Дуд
Дуд, познат и као мурва (лат. Morus), је род вишегодишњег листопадног дрвећа и грмља из истоимене породице (Moraceae). Овај род обухвата 10—16 врста, раширених у умереном и суптропском појасу северне полулопте. Највећи број врста потиче из Азије. Биљке су једнодоме или дводоме. Листови су једноставни, наизменично распоређени. Цветови су једнополни, сакупљени у густе ресе (мушке цвасти су дугуљасте, женске округласте). Плодови су тесно слепљени на заједничкој осовини и срасли међу собом, чинећи тако плодове цвасти (дудиње, мурве) које су јестиве. У Србији се углавном гаје бели и црни дуд. Осим у исхрани и за производњу ракије (дудовача), бели дуд (његов лист) се користи и као храна за ларве свилене бубе.
Дудови расту и на сиромашнијим тлима, претежно пјешчане текстуре. Крошња им је разграната, као и коријење. Плодови, величине 2 – 3 , су сочни, ароматични и врло укусни. Бели су, љубичасти или ружичасти до црвени. Типски су пример сложеног плода.
Према облику и структури дудовог плода именована је и фаза развоја ембриона човека и осталих сисара: морула.

## Опис
Дудови брзо расту кад су млади и могу нарасти до 24 m висине. Листови су наизменично распоређени, једноставни и често режњасти и назубљени на рубу. Режњеви су чешћи на младим изданцима него на зрелим стаблима Дрвеће може бити једнодомно или дводомно. 
Плод дуда је збиран, дугачак око 2-3 cm. Незрели плодови су беле, зелене или бледо жуте боје. Плод се током сазревања претвара од ружичасте у црвене боје, затим у тамнољубичаст или црн, и има слаткаст укус кад је потпуно зрео.

## Врсте
Таксономија рода Morus је сложена и спорна. Фосили рода Morus се појављују у холандском плиоценском запису. Објављено је преко 150 имена врста, и иако различити извори могу навести различите изборе прихваћених имена, велика већина ботаничких регулатора углавном наводи да прихвата само 10-16. Класификација рода Morus је још компликованија услед широко распрострањене хибридизације, при чему су хибриди плодни.
Ове врсте су прихваћене на Светској контролној листи изабраних биљних породица према подацима од августа 2015:
- – Бели дуд (Кина, Кореја, Јапан)
- – Кинески дуд (Кина, Јапан, Индијски потконтинент, Мјанмар)
- – Кина, Јапан, Кореја
- – Индија, Југоисточна Азија
- – Централна Америка и Јужна Америка
- – Јапан
- – Гуејџоу провинција у Кини
- – Дуги дуд (Тибет, Хималаји, Индокина)
- – Афрички дуд (јужна и централна Африка)
- – Кина, Монголија, Кореја, Јапан
- – Тексашки дуд Јужна Америка, Централна Америка, Мексико, Југозапад Сједињених Држава
- – Црни дуд (Иран, Кавказ, Левант)
- – Јунан и Сичуан провинција у Кини
- – Црвени дуд (источна Северна Америка)
- – Тибет, Непал, северозападна Индија
- – Гуејџоу провинција у Кини
- – јужна Кина

## Исхрана
Сирови дуд садржи 88% воде, 10% угљених хидрата, 1% протеина и мање од 1% масти (табела). У референтној количини од 100 g, сирови дуд даје 43 kcal (180 kJ), 44% дневне вредности (ДВ) за витамин Ц и 14% ДВ за гвожђе; остали микроелементи су у безначајној количини.

## Употреба и култивација
Зрели плодови дуда су јестиви и широко се користе у свежем стању, а посебно за слатка јела, као што су пита, торта, а може и за слатка вина, Плод црног дуда (пореклом из југозападне Азије) и црвени дуд (нативан на истоку Северне Америке) имају најјачи окус, који се описује као као „ватромет у устима”.
Стабла дуда расту високо са крошњама висине 5-6 метра те се саде уз урбане и сеоске комуникације и у баштама за стварање хладовине. Међутим, таква хладовина испод црног дуда може бити неугодна, ако зрео плод падне на светлију одећу, јер има јак пигмент, који се тешко уклања. Гране се орезују током јесење сезоне (након опадања лишћа), које се користити за трајне корпе у подршци пољопривреди и сточарству.
Неки амерички градови су забранили садњу дудова због велике количине полена који производе, што представљају потенцијалну опасност по здравље, јер може изазвати поленске алергије. Заправо, само мушка дудова стабла производе полен; овај полен мале тежине може се дубоко удисати у плућа, понекад покрећући астму. Насупрот томе, стабла женска дудова стабала производе слатке цветове који привлаче полен и прашину из ваздуха. Због ове особине упијања полена, женска стабла дуда имају рејтинг од само 1 (најнижи ниво алергијског потенцијала), према OPALS (Ogren Plant Allergy Scale) скали алергија. Међутим, сваки нови израст испод калема мора се уклонити, јер би они били са оригиналног мушког стабла дуда.

### Индустрија свиле
Листови дуда, нарочито белог, су еколошки значајни као једини извор хране за свилене бубе (Bombyx mori, названа по роду Morus). Лутке, приликом градње чахуре излучују слуз која се претвара у танке нити које се користе у производњи свиле. Остале ларве Lepidoptera, укључујући и мољце, понекад једу биљке.

### Пигменти
Боја плодова потиче од антоцијана, који је интересантан за основна истраживања у проучавању механизама разних болести.
Антоцијани су одговорни за атрактивне боје свеже биљне хране, укључујући и наранџасту, црвену, љубичасту, црну и плаву. Ове боје су растворљиве у води и лако се естрахирају за природно пигментисане хране. Због све веће потражње за бојилима природне хране, њихов значај у прехрамбеној индустрији је у порасту.
Јефтин и индустријски изводљив метод је развијен да се издвоји антоцијан из плодова дуда, који се може користити за тканине, агенсе за сунчање или пигмент хране високе колорне вредности (изнад 100). Научници су открили да је, од 31 тестиране сорте кинеског дуда, укупни принос антоцијана варирао од 148  до 2725  по литру воћног сока. Такође је утврђено да су сви шећери, киселине и воћни витамини остали нетакнути у преосталом соку, након уклањања антоцијанина, тако да се сок може користити за производњу производа као што су сок, вино, и сос.
Саџај антоцијана зависи од климе и подручја култивације, а посебно је висок у сунчаним подручјима. 
Овај налаз обећава тропским земљама које гаје стабла дуда као део праксе серикултуте да профитирају од индустријске производње антоцијана, издвајањем антоцијана из плода дуда.
Ово нуди изазован задатак за искориштавање дудове гермплазме за банке гена, као средства у областима, као што су:
- Истраживање и прикупљање воћа дудових врста;
- Карактеризација, каталогизација и евалуација за садржај антоцијана, користећи традиционални, као и модерни начин и биотехнолошких алата;
- Развој информацијског система о тим сортама или култиварима;
- Обука и глобална координација генетичких ресурса;
- Развој одговарајуће стратегије узгоја за побољшање садржаја антоцијана у потенцијалним сортама, у сарадњи са разним истраживањима ћелија у области серикултуре, биљне генетике и узгој, биотехнологију и фармакологију.

## Слике
- Кора црног дуда
- Лист белог дуда
- Плод и лист црног дуда
- Плод црног дуда
- Дудови плодови у либији